# Bộ sưởi động cơ

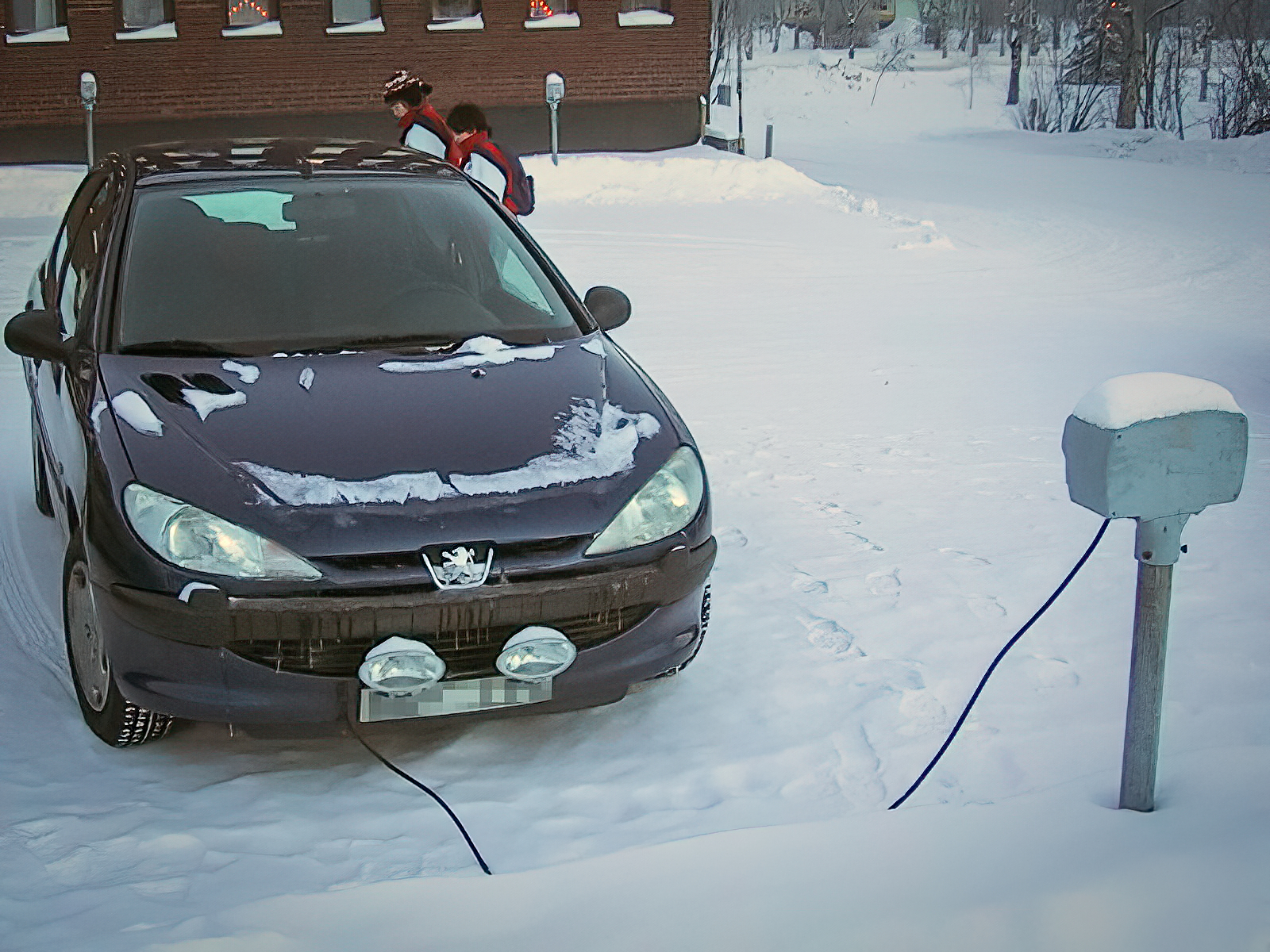
Một chiếc xe được nối điện với bộ sưởi để làm ấm động cơ.

Bộ sưởi động cơ (tiếng Anh: block heater) được dùng ở những vùng khí hậu lạnh nhằm giúp làm ấm động cơ trước khi khởi động. Thiết bị này chủ yếu được dùng cho động cơ xe hơi; tuy nhiên, chúng cũng được sử dụng trong một số động cơ máy bay. Thông thường, bộ sưởi động cơ cấu tạo gồm một bộ gia nhiệt được đặt bên trong khối động cơ.

## Công dụng
Động cơ nếu được sưởi ấm sẽ giúp dễ dàng khởi động hơn. Những lợi ích của việc sưởi động cơ bao gồm như sau:
- Bộ sưởi trong xe hơi giúp làm ấm không gian bên trong xe nhanh hơn, đồng thời giúp tan sương mờ trên kính xe khi trời lạnh.[4]
- Giảm hiện tượng ngưng tụ của nhiên liệu trong xi lanh khi ở nhiệt độ thấp, từ đó giúp tiết kiệm nhiên liệu, giảm khí thải ô nhiễm, giảm hiện tượng loãng dầu trong cácte (do xăng theo khe hở xung quanh vòng găng piston, chảy xuống cácte làm loãng dầu nhớt).
- Động cơ đạt đến nhiệt độ hoạt động nhanh hơn, do vậy, tránh hiện tượng động cơ chạy trong tình trạng thiếu khí hút quá lâu. Điều này làm giảm tiêu thụ nhiên liệu và khí thải.
- Giảm tải cho bộ đề máy và bình ắc quy; giúp tăng tuổi thọ thiết bị.
- Giảm hao mòn chi tiết máy nhờ việc dầu nhờn được tuần hoàn tốt hơn.
- Không cần lắp đặt và sử dụng thiết bị khởi động xe từ xa (remote starter), giúp tiết kiệm nhiên liệu và giảm khí thải.
- Bộ sưởi động cơ hoặc bộ sưởi nước giải nhiệt cũng được sử dụng trong động cơ diesel như với các máy phát điện dự phòng, có tác dụng giảm thời gian để máy phát đạt đến công suất toàn phần trong trường hợp khẩn cấp.

## Cấu tạo

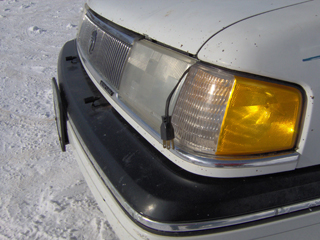
Dây cắm để nối và cung cấp điện cho bộ sưởi động cơ

Một số xe hơi được gắn sẵn bộ sưởi động cơ khi xuất xưởng thành phẩm; một số loại khác không có sẵn, nên cần lắp đặt bằng thiết bị sưởi dạng linh kiện rời. Kiểu thiết kế bộ sưởi động cơ phổ biến nhất là dạng thiết bị gia nhiệt điện được đặt trong thân động cơ; thiết bị gia nhiệt được nối với nguồn điện bên ngoài thông qua dây điện đi qua ga-lăng tản nhiệt của xe hơi. Một số kiểu bộ sưởi được dùng thay thế một trong các nắp lõi đúc để làm ấm động cơ thông qua việc sưởi giàn nước giải nhiệt.
Một số kiểu thiết kế bộ sưởi động cơ khác bao gồm:
- Bộ sưởi gắn vào ngăn chứa dầu động cơ bằng nam châm.
- Bộ sưởi được gắn trực tiếp vào que thăm mực dầu.
- Bộ sưởi nước giải nhiệt thẳng hàng, được gắn vào ống dẫn nước giải nhiệt, một số loại có thêm bơm tuần hoàn giúp tăng tính hiệu quả.
- Chăn điện (dùng phủ bên trên động cơ).

Bộ sưởi động cơ thường có thêm một thiết bị hẹn giờ điện do động cơ chỉ cần được làm nóng trong vài giờ trước khi khởi động là đủ. Một số loại xe sử dụng bơm để đẩy nước giải nhiệt nóng từ hệ thống làm mát vào khoang cách nhiệt khi tắt máy động cơ, giúp động cơ được giữ ấm trong nhiều ngày sau đó.

## Ứng dụng

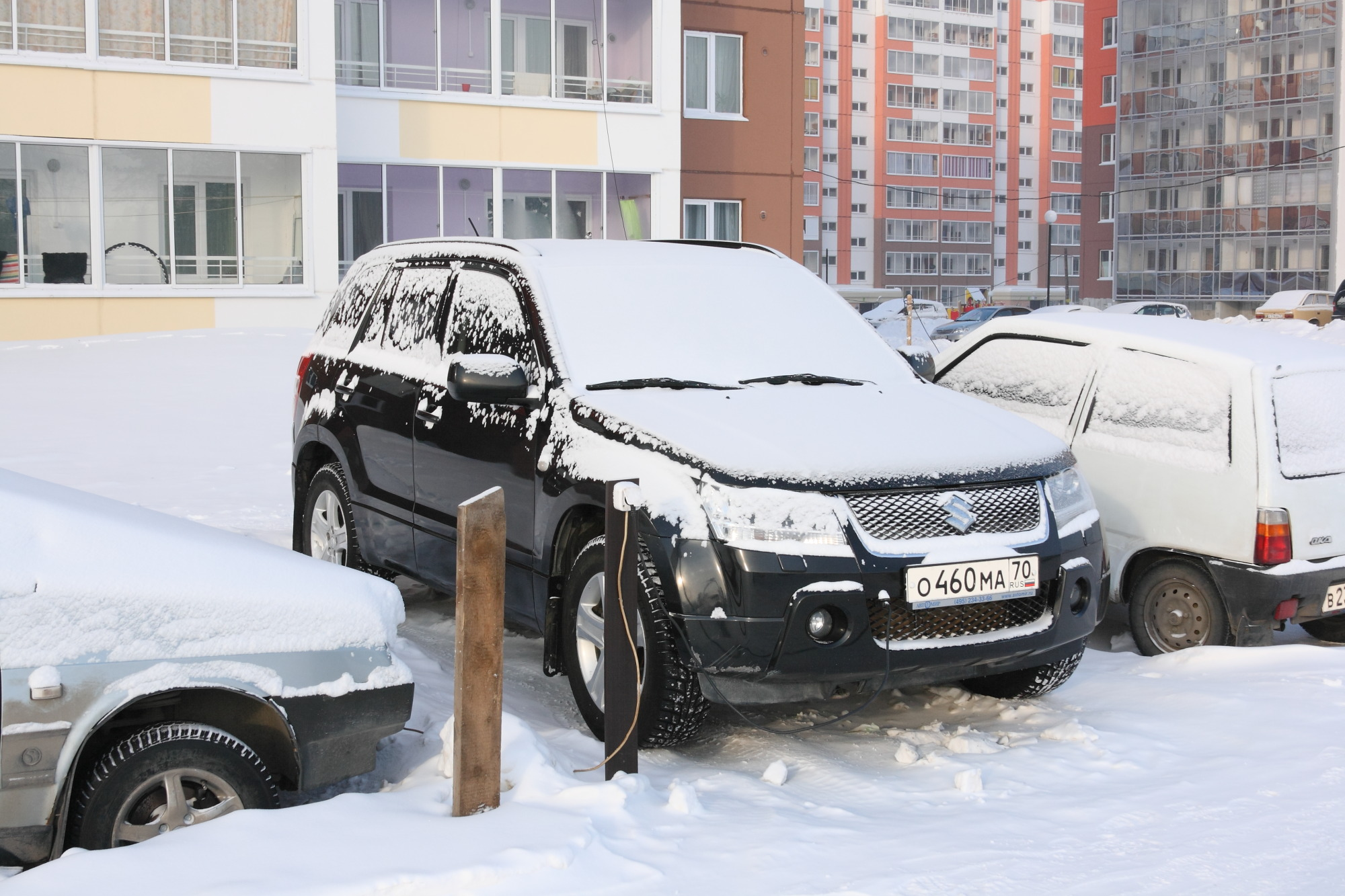
Một chiếc xe được nối điện với bộ sưởi để làm ấm động cơ vào mùa đông

Bộ sưởi động cơ thường được dùng ở những vùng có mùa đông rất lạnh, như phía bắc Hoa Kỳ, Canada, Nga, và vùng Scandinavia. Ở một số quốc gia thường sử dụng bộ sưởi động cơ, bãi đậu xe thường có sẵn những ổ cắm điện để cấp điện cho bộ sưởi xe hơi.
Những nghiên cứu thực nghiệm vào thập niên 1970 tìm hiểu về sự liên quan giữa bộ sưởi động cơ và thời gian khởi động xe, đã cho thấy việc sưởi ấm động cơ lâu hơn 4 tiếng đồng hồ không mang lại nhiều lợi ích khi khởi động. Ngoài ra, khi dùng bộ sưởi, nhiệt độ nước làm mát sẽ tăng khoảng 20 °C trong 4 tiếng đầu tiên, bất kể nhiệt độ ban đầu. Người ta còn thực hiện thêm bốn thí nghiệm với nhiệt độ không khí trong khoảng từ −29 °C; kết quả là nếu tiếp tục dùng bộ sưởi thêm 2 tiếng, nhiệt độ động cơ chỉ tăng thêm 3 °C. Nhiệt độ dầu động cơ chỉ tăng khoảng 5 °C trong cùng khoảng thời gian thí nghiệm.

## Lịch sử
Việc làm ấm động cơ piston trước khi khởi động đã bắt đầu từ thập niên 1930 ở phía bắc Canada, khi các kỹ sư hàng không tham gia bay cùng các phi công vì họ có nhiệm vụ chuẩn bị việc dừng và khởi động động cơ piston tỏa tròn nhằm giảm tác động của nhiệt độ dưới 0 °C. Những kỹ sư hàng không xả dầu động cơ vào những can dầu vào buổi tối; sau đó, gia nhiệt bằng cách quấn một tấm chăn quanh thân động cơ và can dầu, và dùng một thiết bị tên là blow pot —bản chất là một máy thổi nhiệt chạy bằng dầu— để làm nóng trong vài giờ trước chuyến bay.
Trong Chiến tranh thế giới thứ hai, những phi công Đức đã không thể tránh khỏi hiện tượng dầu bị đông lại trong động cơ những chiếc máy bay chiến đấu Messerschmitt Bf 109 bởi vì mùa đông quá khắc nghiệt ở Liên Xô trong chiến dịch mùa đông 1941. Một phi công Liên Xô sau khi bị bắt đã hướng dẫn những người Đức phương pháp dùng nhiên liệu máy bay đổ vào ngăn dầu giúp hóa lỏng dầu động cơ. Một phương pháp khác, cũng từ Liên Xô, là cách đốt lửa trong không khí xung quanh động cơ để làm nóng.
Thiết bị sưởi động cơ dùng trên xe hơi đầu tiên là "bộ sưởi đầu bu-lông" (head bolt heater), được phát minh bởi một người Mỹ, Andrew Freeman, và được cấp bằng sáng chế vào ngày 8 tháng 11 năm 1949. Những bộ sưởi động cơ sau đó thay thế đầu bu lông của động cơ bằng một thanh thẳng, rỗng, có ren, có gắn thiết bị gia nhiệt điện trở bên trong. Trước khi bộ sưởi động cơ ra đời, người ta thường làm ấm động cơ trước khi khởi động bằng nhiều cách, ví dụ như đổ nước nóng vào thân máy, xả dầu nhờn ra ngoài để qua đêm, hoặc dùng tro than hồng đặt bên dưới động cơ để sưởi.